# 杨林桥镇
杨林桥镇，是中华人民共和国湖北省宜昌市秭归县下辖的一个乡镇级行政单位。

## 行政区划
杨林桥镇下辖以下地区：
杨林桥村、马回营村、天鹅村、响水洞村、三渡河村、凤凰岭村、西阳坪村、鼓锣坪村、云峰村、眉毛山村、白鹤洞村、赵家山村、三台寺村和白岩村。